# FOOL (musikduo)
FOOL er en dansk musikduo, der består af Adrian Mikkelsen (sang) og Rasmus Jarby (aka Jabs) (producer).
Duoens singler “Strapped”, “Worry” og “Outcast” er til streamet mere end 50 millioner gange.[kilde mangler]
Duoen har optrådt på blandt andet Smukfest, Jelling Festival, Distortion og Roskilde Festival. Soundvenue anmeldte koncerten på Roskilde Festival i 2018 under over overskriften ”Fool skabte Roskilde Festivals største teenagefest”.
De har været nomineret til P3 Talentet ved P3 Guld, til Årets Musiknavn ved iByen Prisen og til en DMA i kategorien Årets Danske Streaminghit “Strapped”.
Duoens to medlemmer mødtes tilfældigt i studiet hos Waqas fra Outlandish, men et musikalsk broderskab udviklede sig over et par år. FOOL udgav deres første single i 2017 og skrev derefter ret hurtigt under på en pladekontrakt med Sony Music Denmark. De beskæftiger sig mest med r&b genren, men der er også facetter fra pop, hiphop. Adrian begyndte med at sidde på Færøerne og Bornholm og imitere Justin Bieber og Miguels Youtube-videoer. Rasmus studerede populærmusikkens kanoner i detaljer–sangskrivningen, produktionen, lyrikken.

## Discografi
Singler
- “Live a Little” (2017)
- “Outcast” (2017)
- “Strapped” (2018)
- “Worried” (2018)
- “Living Large” (2018)
- “WDWGFH” (2018)
- “She don’t wanna dance” (2019)
- “Kids” (2019)
- “Someone said (2020)